# Luci Furi Camil (cònsol 338 aC)
Luci Furi Camil (en llatí Lucius Furius Sp. F. M. N. Camillus) va ser un magistrat romà que va viure al segle iv aC.
Era fill de Lucius Furius M. F. Camillus. Va ser cònsol el 338 aC juntament amb Gai Meni. Aquell any va lluitar contra la ciutat de Tibur, que va ocupar, i contra altres ciutats del Latium junt amb l'altre cònsol. Van celebrar un triomf conjunt a Roma i com a rara distinció se'ls van erigir estàtues eqüestres al fòrum.
Va ser elegit cònsol per segona vegada l'any 325 aC junt amb Dècim Juni Brut Esceva I i va fer la guerra als vestins. Va rebre Samni com a província, però mentre exercia el càrrec va contraure una dolorosa malaltia i es va haver de nomenar a Luci Papiri Cursor com a dictador per a continuar la guerra.